# 脳漿炸裂ガール
「脳漿炸裂ガール」（のうしょう さくれつ ガール、英題：NOU SHOU SAKURETSU GIRL）は、れるりり（当社比P）による日本の楽曲。また、これを原作とした小説、映画、漫画で、不条理なサバイバルゲームに挑戦することになった少女たちの必死の戦いを描く。

## 概要
原曲は、早口で歌われる歌詞と、アップテンポのビートが特徴。れるりりが当社比P名義で2012年10月にニコニコ動画に投稿したところ、5ヶ月で再生数が150万回を突破して大きな反響を得た。その後も人気は冷めず2023年5月23日に神話入り（ニコニコ動画にて1000万回再生）を達成。当時、これまでポップスやバラードを中心とした音楽制作が行き詰まっていたため、音楽の流行を調べてみたところ、爆音の中で早口でまくしたてるような楽曲が若者の間で流行していることに気づき、苦手なジャンルながらも挑戦しようというのが本楽曲を作るきっかけになったと、れるりりはマイナビニュースとのインタビューで語っている。また、リスナーの想像力をかきたてるためにあえて歌詞を適当に書いたところ、リスナー間からAKB48への批判が本作に込められているのではという意見が上がっているのをみて驚いたと語っている。最初に投稿されたオリジナル ver.では初音ミクとMegpoid(GUMI)が歌っていたのに対し、再生回数100万回突破記念として投稿されたセルフカバー ver.では、鏡音リンと巡音ルカが歌っている。なお、当作品には続編として「一触即発☆禅ガール」という作品が存在する。
2013年12月に吉田恵里香により小説化され、2015年には実写映画化。同年『ヤングエース』（角川書店）で漫画版の連載が開始された。これより以前に「地獄型人間動物園〜第一章〜 脳漿炸裂ガール」としてコミカライズされている。

### カバー
2022年3月19日には、ゲーム『バンドリ! ガールズバンドパーティ!』において、RAISE A SUILEN［レイヤ（Raychell）］によるカバーバージョンが配信された。

## 小説

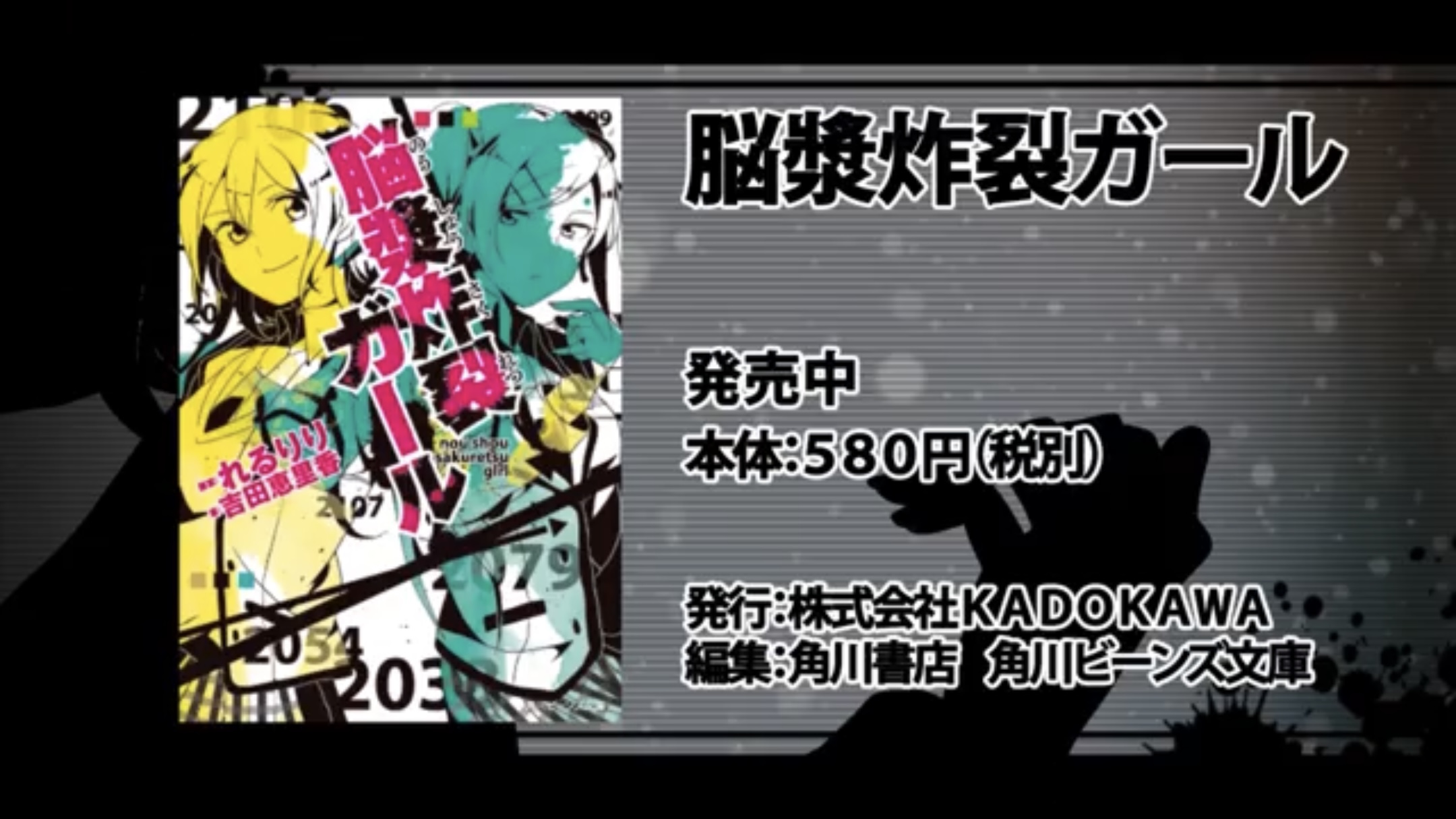
小説「脳漿炸裂ガール」表紙。

角川ビーンズ文庫から刊行されているシリーズ小説。吉田恵里香著、ちゃつぼ挿絵、れるりり原案。シリーズ累計発行部数は55万部を突破している。

### あらすじ
ある日、女子高生・市位ハナが目を覚ますと、同級生らと一緒に檻の中にいることに気付いた。
デスゲームに参加させられる羽目になったハナは、同じ名前で生まれも性格も正反対な同級生の稲沢はなと協力してゲームの攻略に挑む。

### 登場人物
市位ハナ（いちい ハナ）
本作の主人公。16歳。(物語が進むにつれ年齢も上がっていく)幼い頃からの憧れだった聖アルテミス女学院に奇跡的に合格。高校合格のお祝いに買ってもらったスマホと中学から使っているガラケーの二台持ち。携帯依存症で常にいじっている。全てが平凡で、この学院に入れば生まれ変われると思っていたが、何も変わらず退屈な日々を過ごしている。Twitterの垢は【ふらわぁ@無理ゲーはパス】。放課後、スマホを教室に取りに戻り、『黄金卵の就職活動(ジョブハンティングゲーム)』に参加させられ、生き残り、腐った卵と飼育員達の指導者、脳漿炸裂型の金の卵になった。脳漿炸裂ガール『だいたい猪突猛進で』(第三巻)と、脳漿炸裂ガール『チャンス掴めるのは君次第だぜ』(第四巻)では髪を伸ばし、ツインテールにした姿で『花』と名乗って登場。『黄金卵の生存闘争』に巻き込まれた風と伊月に序盤では素性を明かさず、冷たく接していたが、田篠の指摘によってはなのフリをして奔走してたことが判明。後半では本来のハナとして振る舞い、風と伊月と協力してさざなみ女子高から脱出した。脳漿炸裂ガール『さあ○○ように踊りましょう』(第五巻)ではとある事故がきっかけで記憶を失い、聖アルテミス女学院の3年生として過ごしている。修学旅行でサービスエリアに休憩していた所をレイコを含むかつての『黄金卵の就職活動』の参加者と共に拉致されたことや、はなと再会したことで記憶を取り戻す。そしてレイコや田篠の力も借り、稲沢雄三と直接対決をする。全てが終わった後ははなと共に平穏な日々を送っている。
稲沢はな（いなさわ はな）
もう1人の主人公でハナと同じ名前のクラスメイト。父は大物政治家、母方の祖父は大財閥、稲沢グループの会長というお嬢様で美しい容姿を持つ。学院中の憧れでハナにとっても憧れの存在。好物はマカロン。『黄金卵の就職活動』の最終面接でハナから身を呈して脳漿を撃ち抜かれ、腐った卵になってしまった。後に自我を取り戻すも、ハナが事故に巻き込まれたことでこれ以上ハナを不幸な目に会わないように身を引いていた。後に記憶を取り戻したハナと再会し、父である稲沢雄三に立ち向かうことになる。
城野モクハ（じょうの モクハ）
老舗旅館の一人娘。典型的なお嬢様タイプ。パーマをしているが、生活指導には天パと嘘をついている。ハナは「リッチ」と命名。
瀬繹マイカ（せぬ マイカ）
大きなリボンのついたカチューシャとポニーテールが特徴。童顔で背が低い。いつも違う男を連れて歩いてるため、ハナは「ビッチ」と命名。
味田レイコ（あじた レイコ）
おとなしい性格。数日前から突然、ファッションで眼帯をつけはじめた。ハナは「パッチ」と命名。久保賀と付き合っている（久保賀は遊んでいるだけ）。眼帯の理由は久保賀からもらったピアスを隠すためである。また、ムーンウィッシュは彼女の裏垢である。脳漿炸裂ガール『さあ○○ように踊りましょう』(第五巻)脳漿炸裂ガール『私は脳漿炸裂ガール』にも登場。記憶を無くしたハナとは友人であり、ハナから『レイちゃん』と呼ばれている。『黄金卵の就職活動』の被害者の1人で自我を失っていたが突然取り戻し、ハナ達と同行するようになる。全てが終わった後は大学に進学し、教師を目指している。
田篠珠雲（たしの じゅうん）
ハナ達のクラスの担任教師で今年、学院に赴任してきた。ハナが好意を抱いている。『黄金卵の就職活動』、『黄金卵の生存闘争』を主催する。その正体は稲沢はなの兄。子供の頃からゲームや言葉遊びが好きな性格。父親の陰謀で1度脳漿を撃ち抜かれているが、強い自我を持っていたことで物語開始時点で記憶を既に取り戻しており、父親から洗脳されていると思っていたハナから強い怒りを買い、脳漿を撃ち抜かれた。脳漿炸裂ガール『私は脳漿炸裂ガール』(第六巻)では、脳漿を2度撃ち抜かれたことによって精神が崩壊し、ゲームのことしか考えられなくなっており、はなに「市位ハナを守るゲーム」を提案されたことによってハナ達に協力的な態度を示している。
稲沢雄三（いなさわ　ゆうぞう）
首謀者。
稲沢はなと田篠珠雲の実の父親で大物政治家。
久保賀大治（くぼが だいじ）
教育実習生。『黄金卵の就職活動』では飼育員を担当。担当科目は体育。水泳で国体に出場した経験があり、引き締まった体をしているが、レイコの恋心を弄んだり、婦女暴行罪で逮捕される等、非常に極悪非道。古寺とは中学の友達。脳漿炸裂ガール『だいたい猪突猛進で』(第三巻)脳漿炸裂ガール『チャンス掴めるのは君次第だぜ』(第四巻)ではハナからのお願いによって物腰の柔らかい性格になっており、ハナのボディーガードを務めている。
古寺正義（こじ せいぎ）
教育実習生。『黄金卵の就職活動』では飼育員を担当。ほとんど喋らず、いつも仏頂面。久保賀とは中学の友達。教師を目指していたが父親の病により高校中退。悪事に手を出すような生活を送っていた所、久保賀に「黄金卵の就職活動」に誘われる。根は教師の鑑のような性格であり、ハナを守る為に身を犠牲にした。「黄金卵の生存闘争』では髪をオールバックにしており、ハナのボディーガードを務める。自我を失っていたにもかかわらず命令に背いてハナを助けた。
八井田風(やついだ ふう)
脳漿炸裂ガール『だいたい猪突猛進で』(第三巻)と、脳漿炸裂ガール『チャンス掴めるのは君次第だぜ』(第四巻)の主人公。常にヘッドホンを首にかけているさざなみ女子高の生徒。16歳。携帯ゲームが大好きで、のせのせパズルゲームで八万円課金をし、母親にスマホを粉砕された。『黄金卵の生存闘争(ロワイヤルゲーム)』に巻き込まれた。
穀倉伊月(こくそう いつき)
風の幼馴染。黒縁眼鏡をかけている。人見知り、目立つのや男性が苦手だが、風のためだと勇気を出したりする面もある。が、本当は風を独り占めしたいがために、風が嫌われるように周りを仕向けたり、クラスの子と仲良くさせない為にスマホゲームを勧めたりの腹黒い本性がある。親の薦めで聖アルテミス女学院に受験をしたが、入試当日に風邪をひいて不合格になった。(本人は否定しているが、数年前に起きた『神隠し事件』と呼ばれる、女学院の生徒と教育実習生の大量行方不明事件(殆どの生徒が数ヵ月後に見つかったが、失踪中の記憶がない)で、恐怖を抱いているところや、制服で目立つ点から仮病疑惑がある。)

### 既刊一覧
1. 『脳漿炸裂ガール』 
2013年12月1日発売 ISBN 978-4-04-101105-8
2. 『脳漿炸裂ガール どうでもいいけど、マカロン食べたい』
2014年3月1日発売 ISBN 978-4-04-101263-5
3. 『脳漿炸裂ガール だいたい猪突猛進で』 
2014年8月1日発売 ISBN 978-4-04-101716-6
4. 『脳漿炸裂ガール チャンス掴めるのは君次第だぜ』 
2014年12月1日発売 ISBN 978-4-04-101717-3
5. 『脳漿炸裂ガール さあ○○ように踊りましょう』 
2015年5月1日発売 ISBN 978-4-04-102730-1
6. 『脳漿炸裂ガール 私は脳漿炸裂ガール』 
2015年8月1日発売 ISBN 978-4-04-102729-5

## 映画
柏木ひなたと竹富聖花のダブル主演により実写映画化。2015年7月25日に全国公開された。ニコニコ生放送でもオンライン上映（有料）された。監督はアベユーイチ、配給はKADOKAWA。主題歌は私立恵比寿中学が同曲をカバーする。VOCALOID楽曲初の実写化でもある。
なお、この映画は台湾でも公開予定だったが、現地の人気YouTuber・谷阿莫によるファスト映画でネタバレになってしまったため、公開は出来なかった。

### キャスト
- 市位ハナ - 柏木ひなた（私立恵比寿中学）
- 稲沢はな - 竹富聖花
- 瀬繹マイカ - 上白石萌歌
- 城野モクハ - 岡崎紗絵
- 味田レイコ - 志田友美（夢みるアドレセンス）
- 久保賀大治 - 荒井敦史
- 古寺正義 - 菅谷哲也
- 田篠珠雲 - 浅香航大

### スタッフ
- 原案 - れるりり『脳漿炸裂ガール』
- 原作 - 吉田恵里香『脳漿炸裂ガール』『脳漿炸裂ガール どうでもいいけど、マカロン食べたい』
- 監督 - アベユーイチ
- 脚本 - 吉田恵里香
- 音楽 - れるりり / Tatsuya
- メインテーマ - 「脳漿炸裂ガール2015ver」れるりり
- 主題歌 - 「脳漿炸裂ガール」私立恵比寿中学
- 撮影 - 神田創
- VFX - 小林真吾
- スタントコーディネーター - 小池達朗
- スタント&アクション - 大島遥、じゃ～じ～真輝、佐藤元、浅谷康、松上順也、三住敦洋
- 特殊メイク - 中田彰輝
- 宣伝協力 - ドワンゴ
- スタジオ - 日活撮影所
- プロデュース：細谷まどか、青木裕子、中畠義之、田中誠一
- 企画協力：キティ、KADOKAWA
- 製作委員会メンバー - 博報堂DYメディアパートナーズ、関西テレビ放送、キティ、KADOKAWA
- 制作プロダクション - ジャンゴフィルム
- 配給 - KADOKAWA

## 漫画

### 地獄型人間動物園〜第一章〜 脳漿炸裂ガール
『COMIC@LOID』No.1（2013年7月13日）から連載開始。メインタイトル『地獄型人間動物園』はれるりりプロデュースによるアルバムと同名であり、脳漿炸裂ガールだけでなく第二章は「一触即発☆禅ガール」のコミカライズとなっている。登場人物、設定、ストーリーは小説版と異なる。内谷恭介ストーリー構成、omi作画、れるりり原案。
単行本情報
- omi 『地獄型人間動物園〜第一章〜 脳漿炸裂ガール』 KADOKAWA//アスキー・メディアワークス〈電撃コミックスNEXT〉
  - 2014年3月27日発売 ISBN 978-4-04-866356-4

### 脳漿炸裂ガール
『ヤングエース』2015年5月号から2016年11月号まで連載。登場人物、設定、ストーリーは小説版と異なる。吉田恵里香シリーズ構成・脚本、名束くだん作画、れるりり原案、MWキャラクター原案。
単行本情報
- 名束くだん 『脳漿炸裂ガール』 KADOKAWA/角川書店〈角川コミックス・エース〉全3巻
  1. 2015年7月25日発売[11]、ISBN 978-4-04-103451-4
  2. 2016年3月4日発売[12]、ISBN 978-4-04-103865-9
  3. 2016年11月4日発売[13]、ISBN 978-4-04-104859-7

## 舞台
れるりりによる楽曲を原作としていて、それが役名にもなっている。脳漿炸裂ガール以外の曲からも登場人物として配役されている。脳漿炸裂ガールを原作とした他のメディア作品と同一の内容ではない。
スタッフ
- 原作 - 『脳漿炸裂ガール』
- 原曲 - れるりり
- 脚本 - 川尻恵太〈SUGARBOY〉
- 演出・プロデュース - IZAMANIAX〈ベニバラ兎団〉
- 振付 - 青井美文
- 制作 - 株式会社GARRABBA ／ ベニバラ兎団
- 主催 - 株式会社Kitty ／ 株式会社GARRABBA

### 『脳漿炸裂ガール〜人間動物園〜』
2019年7月11日より7月15日にかけて、六行会ホールにて上演された。品川プリンセス学園が運営するWEB空間「SHINAGAWAKU」に閉じ込められた電脳少女たちの必死の戦いや思いを描く。
あらすじ
東京都品川区に存在する品川プリンセス学園。学園が母体となり、運営しているWEB空間「SHINAGAWAKU」。日本国家の中で治外法権となったその空間で絶対的な存在が年に一度のプリンセスゲームで選ばれる「シンデレラ」である。シンデレラ候補生上位5名からなる生徒会では、今日も会議という名のティーパーティーが行われ生徒会長の愛田誉(ID:脳漿炸裂ガール)が熱い紅茶を注いでいた･････が、突然、プリンセス候補生たちがSHINAGAWAKUに閉じ込められた。シンデレラの座をかけた少女たちの戦いが、幕を開けた。

キャスト
- 脳漿炸裂ガール - 舞川みやこ
- 乱躁滅裂ガール - 永野愛理
- 文明開花ガール - 佐々木舞香〈=LOVE〉
- 猪突猛進ガール - 三田麻央
- 電脳狂愛ガール - 片岡沙耶
- 脳内革命ガール - 大野未来
- 一発触発☆禅ガール - 雛形羽衣
- 抑圧錯乱ガール - 神沢有紗
- 顔本耽溺ガール - 天音
- 妄想疾患■ガール - 冨永さくら
- M'AIDER遭難ガール - 平岡梨菜〈ベニバラ兎団〉／ 青野楓花〈ベニバラ兎団〉※ダブルキャスト

オリジナル キャラクター
- 油断大敵★男装ガール - 白水桜太郎
- 品川プリンセス学園（括弧内は「SHINAGAWAKU」内のID）
  - 風紀委員 2年 北園桃子（危険物所持ガール） - 寺浦麻貴
  - 風紀委員 2年 大原麻子（全食薬膳ガール） - 村上晴香
  - 風紀委員 1年 久住多生（裏垢激変ガール） - 藤井瑛実加
  - 部活連 2年 八重野夕依（嫌疑不十分ガール） - 兼田玲菜
  - 部活連 1年 蛭子明日香（お手軽簡単レシピ） - 平岡梨菜 ／ 青野楓花 ※ダブルキャスト
  - 部活連 1年 釈迦崎美濃（貞操観念低ガール） - 佐々木璃生
  - 審判 3年 清澄白河（恋愛終点ガール） - 陽向海真珠 　
  - 審判 1年 酸漿錬（珍妙創作ダンス） - 矢野くるみ

### 『脳漿炸裂ガール2 〜俗物奇行〜Anarchy in the Journey』
2021年6月2日より6月6日にかけて、六行会ホールにて上演された。
あらすじ
品川プリンセス学園の面々は、シンデレラ候補生研修旅行に出かけていた、現役のシンデレラである愛田誉（脳漿炸裂ガール）も候補生の見本となるべく参加することに。行先は近年関西地方に新しく誕生したNAMBATOKKU（難波特区）であった。NAMBATOKKUには関西ナンバー1の女生徒に与えられる称号「白雪姫」の最有力候補性、黒瀧アルカ（人形愛憎ガール）がいた。シンデレラと白雪姫、この禁断の邂逅が、大事件を巻き起こす。「この国に主役は一人で構いませんことよ」

キャスト
- 脳漿炸裂ガール - 天音みほ
- 乱躁滅裂ガール - 八坂沙織
- 文明開花ガール - 玉川来夢
- 猪突猛進ガール - 三田麻央
- 電脳狂愛ガール - 西谷麻糸呂
- 脳内革命ガール - 大野未来
- 抑圧錯乱ガール - 本条万里子
- 顔本耽溺ガール - 天音
- 人形愛憎ガール - 水崎綾

オリジナル キャラクター
- 油断大敵★男装ガール - 桜町たろ
- 偏食求道ガール - 池田彩
- 性別無縁ガール - 日比博朋〈ベニバラ兎団〉
- 品川プリンセス学園
  - 越後聖華 - 遠藤しずか
  - 馬場番子 - みさほ
  - 馬喰横山 - 正木里佳
  - 藤波辰子 - 水野伽奈子